# Abdul Rahman
Abdul (Joel) Rahman (persisk: عبدالرحمن) (født 1965) er en afghansk borger som blev arresteret i februar 2006 for at have konverteret fra Islam til Kristendom hvilket medfører dødsstraf under sharialovgivningen.
Abdul Rahman, eller Joel Rahman som han foretrækker at blive kaldt, blev frigivet den 27. marts 2006 efter hårdt pres fra udenlandske regeringer, hvorefter han flygtede til Italien, som havde lovet ham asyl.